# Lovey Dovey - Plan rai nay jaoleh
Lovey Dovey - Plan rai nay jaoleh (Lovey Dovey แผนร้ายนายเจ้าเล่ห์) è una serie televisiva thailandese creata da GMMTV, adattamento delle graphic novel "Lovey Brother" e "Dovey Sister". Va in onda su GMM One dal 19 giugno 2016, per poi concludersi il 4 dicembre dello stesso anno.
La serie viene inoltre pubblicata in latecast su Line TV e YouTube.

## Trama
Kookai e Kongfa sono migliori amici e compagni di scuola. Un giorno, mentre stanno facendo un compito assieme, il fratello minore di Kongfa, Daoneu, vede Kookai e si innamora di lei al primo sguardo. Lei ha 18 anni e lui 14, lo tratta come un bambino fastidioso e non pensa niente di lui.
Kongfa accompagna Kookai a casa. Quando raggiungono l'abitazione, una ragazzina sorridente e molto affascinante apre il cancello. È la sorella minore Kookai, Khaiwan. Kongfa si sente attratto dalla ragazzina. Ma lui ha 18 anni e lei solo 10.
Quando Kongfa arriva a casa, il fratello gli confessa di essersi innamorato di Kookai e gli chiede se anche lei possa provare qualcosa per lui, al che il ragazzo risponde di no. Kongfa poi chiede se solo un pervertito potrebbe essere innamorato di una ragazzina di 10 anni. Perciò, i due fratelli decidono di aspettare 8 anni per dichiararsi alle rispettive cotte.

## Personaggi e interpreti

### Principali
- Daoneu, interpretato da Chutavuth Pattarakampol "March" (adulto) e Ingkarat Damrongsakkul "Ryu" (adolescente).

Chiamato semplicemente Dao. Fratello minore di Kong. Da adolescente era un ragazzino nerd e portava gli occhiali. Ha un carattere altruista e socievole, è molto buono e da piccolo difendeva spesso i suoi amici nerd dalle prese in giro dei bulli. Quando incontra Kookai, si innamora di lei a prima vista ma per errore, finisce per palparle il seno facendo arrabbiare la ragazza che da quel momento lo considererà un pervertito. Decide quindi di aspettare 8 anni per poi dichiararsi alla ragazza, diventando nel frattempo un ragazzo forte e di bell'aspetto. Quando Kook ritorna dagli Stati Uniti, Dao farà di tutto per conquistarla riuscendo alla fine nel suo intento. Per lui stare con Kook è la cosa più importante e per lei è sempre disposto a fare qualsiasi cosa.
- Kookai, interpretata da Yusananda Sheranut "Namcha" (adulta) e Ramida Jiranorraphat "Jane" (adolescente).

Chiamata semplicemente Kook. Migliore amica di Kong fin dall'infanzia e sorella maggiore di Khaiwan che adora e verso la quale è esageratamente gelosa e protettiva. Kook infatti odia tutti i ragazzi che si avvicinano alla sorella e vuole sempre essere informata su tutto ciò che fa la ragazza; pur facendolo perché le vuole molto bene risulta spesso esagerata, e Khaiwan si sentirà più di una volta soffocata dalle troppe attenzioni e preoccupazioni della sorella. Ha studiato negli Stati Uniti per anni e una volta tornata in Thailandia inizia a lavorare in uno studio come fotografa insieme a Kong. Kook ha un carattere forte ed autoritario, a volte si comporta in maniera egoista ma sa essere dolce con le persone a cui tiene. Inizialmente odia l'idea di uscire con ragazzi più piccoli di lei ma alla fine si innamora di Dao, anche se inizialmente non lo sopportava per via di un incidente avvenuto quando erano adolescenti.
- Kongfa, interpretato da Thassapak Hsu "Bie" (adulto) e Korn Khunatipapisiri "Oaujun" (adolescente).

Chiamato semplicemente Kong. Lui e Kook sono migliori amici fin dall'infanzia ed è il fratello maggiore di Dao. Un giorno, riaccompagnando Kook a casa, incontra la sorellina minore di quest'ultima, Khaiwan. Kong si innamora di lei a prima vista ma dato che ella ha solo 10 anni, decide di aspettare 8 anni per provare a conquistarla per non avere nessun problema. Ha studiato negli Stati Uniti con Kook per anni e una volta tornato in Thailandia ha iniziato a lavorare come fotografo. Kong è considerato un playboy, è uscito con molte ragazze e riscuote sempre un grande successo ma l'unica per la quale abbia provato veri sentimenti è Khaiwan; è un ragazzo gentile e sorridente, di buon cuore ma anche molto geloso e a volte superficiale. Passati gli 8 anni stabiliti comincia ad avvicinarsi a Khaiwan e fa di tutto per starle accanto e conquistarla, riuscendo alla fine nel suo intento.
- Khaiwan, interpretata da Nichaphat Chatchaipholrat "Pearwah".

Sorella minore di Kook. Vuole molto bene alla sorella ma vorrebbe che lei la lasciasse più libera e che smettesse di essere troppo protettiva. Khaiwan è una ragazza molto dolce, buona e sorridente, dal carattere tranquillo e ancora molto infantile. Non va molto bene a scuola e per questo segue dei corsi di recupero. Molto bella, viene spesso corteggiata dai ragazzi, cosa che preoccupa molto Kook, inoltre è di salute cagionevole, le capita di avere dei forti mal di testa e svenimenti quando fatica troppo. Inizialmente considera Kong un po'strano ma con il tempo si affezionerà molto a lui trovandolo molto gentile. Per un periodo frequenta un compagno del corso di recupero, Shang, ma poi capisce di essere innamorata di Kong.

### Ricorrenti
- Dew, interpretato da Tawan Vihokratana "Tay".

Migliore amico di Dao, gestisce un bar ed è molto timido. Non ha mai avuto una ragazza.
- Shang, interpretato da Pronpiphat Pattanasettanon "Plustor".

Compagno di Khaiwan al corso di recupero, è innamorato di lei. Per un periodo usciranno insieme ma poi la ragazza capisce di essere innamorata di Kong e i due si lasceranno. Inizialmente fatica a superare la rottura ma viene aiutato da una delle amiche della ragazza, Coco, finendo per innamorarsi, ricambiato, di lei.
- Koi, interpretata da Apichaya Saejung "Ciize".

## Episodi
| Stagione       | Episodi | Prima TV |
| -------------- | ------- | -------- |
| Prima stagione | 20      | 2016     |

## Colonna sonora
- Yusananda Sheranut - Kham tob khong ter[4]
- Weerayut Chansook - Rak ter[5]